# Andrijiwka (hromada Nechworoszcza)
Andrijiwka (ukr. Андріївка) – wieś na Ukrainie, w obwodzie połtawskim, w rejonie połtawskim, w hromadzie Nechworoszcza. W 2001 liczyła 590 mieszkańców.